# Marijskoje
Marijskoje (russisch Марийское, deutsch Weißenstein) ist ein Ort in der russischen Oblast Kaliningrad und gehört zur Landgemeinde Gwardeiskoje im Rajon Bagrationowsk.

## Geographische Lage
Marijskoje liegt im Nordosten des Rajon Bagrationowsk, 21 Kilometer südöstlich von Kaliningrad (Königsberg (Preußen)) und 27 Kilometer nordöstlich von Bagrationowsk. Durch den Ort verläuft die russische Fernstraße A 196 (ehemalige deutsche Reichsstraße 131), die Kaliningrad mit Prawdinsk (Friedland (Ostpreußen)) und Krylowo (Nordenburg) verbindet. Bis 1945 war Uderwangen (russisch: Tschechowo) die nächste Bahnstation an der Strecke von Königsberg nach Angerburg (heute polnisch: Węgorzewo), die nicht mehr in Betrieb ist.

## Geschichte
Der Gutsbezirk und die Landgemeinde Weißenstein gehörte bis 1945 zum Landkreis Königsberg (ab 1939 Landkreis Samland) im Regierungsbezirk Königsberg der preußischen Provinz Ostpreußen. Im Jahre 1874 wurden beide in den neu gebildeten Amtsbezirk Friedrichstein (russisch: Kamenka) eingegliedert. 282 Einwohner zählte Weißenstein im Jahre 1910, von denen 172 im Gutsbezirk und 110 in der Landgemeinde lebten.
Am 30. September 1928 schlossen sich der Gutsbezirk und die Landgemeinde Weißenstein zur neuen Landgemeinde Weißenstein zusammen. 1930 kam sie zum Amtsbezirk Borchersdorf (heute russisch: Selenopolje) und blieb dorthin zugehörig bis 1945. Im Jahre 1933 zählte Weißenstein (mit dem Vorwerk Blaustein) 339, im Jahre 1939 342 Einwohner.
Infolge des Zweiten Weltkrieges kam Weißenstein mit dem nördlichen Ostpreußen zur Sowjetunion und erhielt 1947 nach der Herkunft der Neusiedler aus der ASSR der Mari die Bezeichnung „Marijskoje“. Gleichzeitig wurde der Ort Sitz eines Dorfsowjets. Zunächst sollte der Ort dem Rajon Gurjewsk angehören, wurde im Juli 1947 aber dem Rajon Kaliningrad zugeordnet. Seit 1950 gehörte Marijskoje zum Dorfsowjet Tschechowski, der später in den Rajon Bagrationowsk gelangte. Seit 2008 gehört Marijskoje zur Landgemeinde Gwardeiskoje.

### Dorfsowjet Marijski 1947–1950
Der Dorfsowjet Marijski (ru. Марийский сельский Совет, Marijski selski Sowet) wurde im Juni 1947 zunächst im Rajon Gurjewsk eingerichtet. Im Juli 1947 gelangte der Dorfsowjet in den neu gebildeten Rajon Kaliningrad. Am 7. Oktober 1950 wurde der Dorfsowjet nach Tschechowo verlegt.
Folgende 7 Orte gehörten zum Dorfsowjet:
| Ortsname                     | Name bis 1947/50 | Jahr der Umbenennung |
| ---------------------------- | ---------------- | -------------------- |
| Kertschenskoje (Керченское)  | Unruh            | 1950                 |
| Marijskoje (Марийское)       | Weißenstein      | 1947                 |
| Partisanskoje (Партизанское) | Schönmohr        | 1947                 |
| Prochladnoje (Прохладное)    | Frisching        | 1950                 |
| Solnetschnoje (Солнечное)    | Thomsdorf        | 1947                 |
| Tschechowo (Чехово)          | Uderwangen       | 1947                 |
| Wyssokoje (Высокое)          | Trinkheim        | 1950                 |

## Kirche
Bis 1945 war Weißenstein mit seiner überwiegend evangelischen Bevölkerung in das Kirchspiel Borchersdorf (heute russisch: Selenopolje) eingepfarrt. Es gehörte zum Kirchenkreis Königsberg-Land I innerhalb der Kirchenprovinz Ostpreußen der Kirche der Altpreußischen Union.
Heute liegt Marijskoje im Einzugsbereich der evangelisch-lutherischen Gemeinde in Gwardeiskoje (Mühlhausen), die ihrerseits Filialgemeinde der Auferstehungskirche in Kaliningrad (Königsberg) ist. Sie gehört zur Propstei Kaliningrad der Evangelisch-lutherischen Kirche Europäisches Russland.

## Persönlichkeiten
- John von Collas, preußischer Gelehrter und Baumeister, starb am 16. Juni 1763 auf Gut Weißenstein